# Hamahanot Haolim
Hamahanot Haolim (en hebreu: המחנות העולים) es un moviment juvenil sionista israelià. Aquest grup està associat amb el moviment del quibuts unificat. Els seus principis bàsics són: el sionisme, el socialisme, la democràcia i l'humanisme. Des del moment de la seva creació l'any 1931, els seus membres han treballat per tal de promoure una àmplia gamma de projectes que beneficien la societat israeliana. Hi ha actualment més de 50 branques a l'Estat d'Israel i més de 7.000 membres. En el mes de juny de l'any 2012, aquesta organització juvenil va ser expulsada del Moviment Internacional dels Falcons, perquè el grup no va posar fi a les seves activitats en els assentaments israelians en els territoris palestins ocupats.
Actualment, hi ha branques actives de l'organització per tot l'Estat d'Israel, en les ciutats, els pobles, els quibuts i les viles. Els seus membres son encoratjats per tal de prendre responsabilitats per les seves contribucions a la realització de promoure el pluralisme, el sionisme i la igualtat social a Israel i prendre part en una àmplia gamma d'activitats locals, regionals i nacionals, com ara activitats comunitàries, seminaris, passejades i acampades. També prenen part en activitats internacionals, com ara la commemoració de l'Holocaust, i fan viatges a Polònia per als estudiants de batxillerat dels instituts.